# أوسكار رويز (لاعب كرة قدم)
أوسكار رويز (بالإسبانية: Óscar Ruiz)‏ (14 مايو 1991 بأسونسيون في باراغواي - ) هو مدرب كرة قدم ولاعب كرة قدم باراغواياني في مركز الوسط. شارك مع منتخب باراغواي تحت 17 سنة لكرة القدم ومنتخب الباراغواي تحت 20 سنة لكرة القدم ومنتخب باراغواي لكرة القدم. أما مع النوادي، فقد لعب مع سبورتيفو لوكوينو ونادي ليبرتاد وجنرال كاباليرو ‏ وClub Deportivo Capiatá ‏ وروبيو نيو ‏ ونادي غواراني (نادي كرة قدم).

## وصلات خارجية
- أوسكار رويز على موقع قاعدة بيانات كرة القدم.إي يو (الإنجليزية)
- أوسكار رويز على موقع ناشيونال فوتبول تيمز (الإنجليزية)
- أوسكار رويز على موقع Soccerway.com (الإنجليزية)
- أوسكار رويز على موقع AS.com (الإسبانية)